# إنيد رودريغيز إي كاسترو
إنيد رودريغيز إي كاسترو (بالإسبانية: Bonifacia Rodríguez Castro) هي راهبة إسبانية، ولدت في 6 يونيو 1837 في سلامنكا في إسبانيا، وتوفيت في 8 أغسطس 1905 في سمورة في إسبانيا.